# AFC Telford United
AFC Telford United is een Engelse voetbalclub uit Telford, Shropshire. De club werd opgericht in 2004, nadat Telford United FC failliet was gegaan. Na degradatie in 2023 komen ze uit in de Southern Football League Premier Division, het zevende niveau van het Engels voetbalsysteem. De club kwam drie seizoenen uit in de Conference National.
Thuiswedstrijden worden sinds de oprichting van de club afgewerkt op New Bucks Head, waar ook het oude Telford United FC speelde. De beste prestatie van de club in de FA Cup is het bereiken van de tweede ronde, in 2014/15. Het beste resultaat in de FA Trophy is de halve finale (2008/09 en 2018/19).

## Geschiedenis
Telford United FC, destijds spelend in de Football Conference, ondervond tegen het einde van het seizoen 2003/04 ernstige financiële problemen doordat het bedrijf van Andy Shaw, voorzitter en enig aandeelhouder van de club, failliet ging. De club ging tot boedelafstand over. Supporters verzamelden in twee maanden tijd ongeveer £50.000, maar er bleef een schuld over van meer dan vier miljoen pond. Het betekende het einde van Telford United FC, dat op 27 mei 2004 failliet werd verklaard. Op dezelfde dag kondigde Telford United Supporters Limited aan dat er een nieuwe club zou worden opgericht, genaamd AFC Telford United. De club kreeg ook een nieuw clubmotto: numquam obliviscere (nooit vergeten). In juni mocht de nieuwe club starten in Division One van de Northern Premier League, het achtste niveau. Bernard McNally werd aangesteld als manager en er werd een nieuwe ploeg samengesteld. 
Het eerste seizoen eindigde Telford op de derde plaats, wat recht gaf op deelname aan play-offs om promotie. Na Eastwood Town met 1-0 te hebben verslagen in de halve finale, versloegen ze Kendal Town met 2-1 in de finale om zodoende te promoveren naar de Premier Division. In de finale was er een recordaantal van 4.215 toeschouwers. In het volgende seizoen eindigden ze als tiende. Tijdens het seizoen werd trainer McNally vervangen door Rob Smith. In 2006/07 eindigde de club als derde, nadat ze de kans hadden gemist om de competitie te winnen toen ze thuis met 2-1 verloren van uiteindelijke kampioenen Burscough op de laatste speeldag. De 5.710 aanwezige toeschouwers zorgden voor een nieuw clubrecord. Ze kwalificeerden zich voor de promotie-play-offs en na een 2-0 overwinning op Marine FC in de halve finale versloegen ze Witton Albion met 3-1 om zo promotie te verdienen naar de Conference North.
Telford eindigde als tweede in de Conference North in 2007/08 en kwalificeerde zich opnieuw voor de play-offs. Hierin verloor het over twee wedstrijden met 4-0 van Barrow. Het seizoen 2008/09 resulteerde in een vierde plaats en een nieuwe play-off deelname. Nadat ze Alfreton Town met 5-4 hadden verslagen in de halve finale (thuis 2-0 gewonnen, uit 4-3 verloren), verloren ze in de finale met 1-0 van Gateshead. Dit seizoen bereikten ze ook voor het eerst het hoofdtoernooi van de FA Cup, waarin ze in de eerste ronde werden uitgeschakeld door Southend United uit de Football League. In de FA Trophy reikte Telford United tot de halve finale, waarin York City te sterk bleek. Ze wonnen echter wel de laatste editie van de Conference League Cup, door Forest Green Rovers na strafschoppen te verslaan.

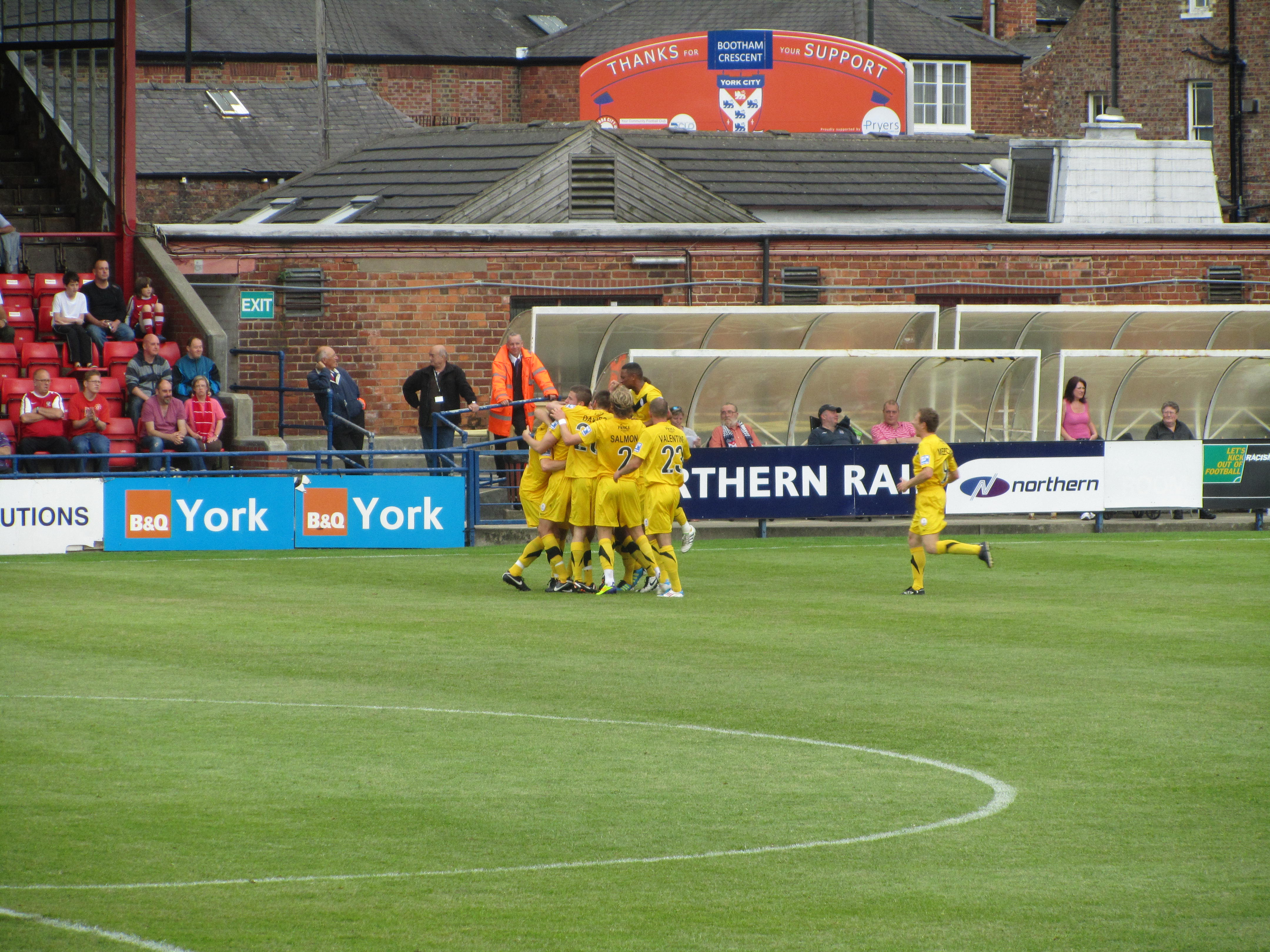
Spelers van Telford United juichen na een goal tegen York City (2011).

In 2009/10 eindigde Telford als elfde in de competitie, wat resulteerde in het ontslag van trainer Smith. Hij werd vervangen door Andy Sinton. Het eerste seizoen onder zijn leiding eindigde Telford als vice-kampioen. In de play-offs versloegen ze Nuneaton Town met 3-2 in de halve finale, om in de finale ten koste van Guiseley promotie af te dwingen naar de Conference National, het hoogste niveau van het non-league voetbal. Ze bereikten dit seizoen ook weer de eerste ronde van de FA Cup en verloren thuis met 3-1 van Lincoln City.
In het seizoen 2011/12 eindigde Telford op de twintigste plaats, één plaats boven de degradatiezone. Een nieuwe optreden in de eerste ronde van de FA Cup resulteerde in een 4-0 nederlaag tegen Chelmsford City. Sinton verliet de club halverwege het volgende seizoen, en hij werd vervangen door Mark Cooper. Cooper verliet de club echter na zes wedstrijden al voor Swindon Town. Zijn opvolger Graham Hyde hield het slechts twee wedstrijden vol, hij vertrok naar Macclesfield Town. John Psaras nam voor de rest van het seizoen het stokje over. De trainerswisselingen hadden ook invloed op het elftal van Telford. De ploeg eindigde onderaan en degradeerde naar de Conference North. Liam Watson werd in mei 2013 aangesteld als nieuwe trainer.
In 2013/14 won Telford de Conference North en keerde zodoende binnen een seizoen terug in de Conference Premier. Halverwege het volgende seizoen (2014/15) werd Watson ontslagen, toen Telford hekkensluiter was. Steve Kittrick volgde hem op, maar hij wist het tij niet te keren. The Bucks eindigden als 23e en degradeerden weer. Wel bereikte Telford dat seizoen voor het eerst de tweede ronde van de FA Cup, door Basingstoke Town in de eerste ronde met 2-1 te verslaan. Hierin bleek Bristol Ciy te sterk.
Sindsdien kwam Telford United onafgebroken uit in de Conference North en na de naamsverandering van deze competitie in 2015 in de National League North. Ze bereikten de eerste ronde van de FA Cup opnieuw in 2017/18, maar verloren 1-0 bij Hereford. Een jaar later werd de halve finale van de FA Trophy bereikt. In de competitie bleef succes uit en eindigde de club voornamelijk in het rechterrijtje. In het seizoen 2022/23 ging het mis voor the Bucks. Nadat een slechte seizoensstart leidde tot het ontslag van manager Paul Carden in oktober, werd voormalig Nuneaton Town, Wrexham en Brackley Town-coach Kevin Wilkin aangesteld. Ondanks een ongeslagen reeks van zes wedstrijden vanaf de kerstdagen, en hoewel ze slechts twee van hun laatste zes wedstrijden verloren, wist hij het tij niet te keren. AFC Telford United eindigde het seizoen als hekkensluiter en degradeerde naar het zevende niveau, waar ze in 2007 voor het laatst uitkwamen.

## Erelijst
| Nationaal                             |    |                           |
| NPL Division One play-off winnaar     | 1x | 2004/05                   |
| NPL Premier Division play-off winnaar | 1x | 2006/07                   |
| Conference North play-off winnaar     | 1x | 2010/11                   |
| Conference North                      | 1x | 2013/14                   |
| Setanta Shield                        | 1x | 2008/09                   |
| Shropshire Senior Cup                 | 3x | 2008/08, 2013/14, 2016/17 |